# Wildsau Dirt Run
Der Wildsau Dirt Run war ein Extremhindernislauf auf einer Naturstrecke, die durch Flüsse, Wälder und Wiesen mit Steigungen und Abhängen führte. Dieser Hindernislauf wurde auch als der dreckigste in ganz Österreich bezeichnet.

## Geschichte
Den Wildsau Dirt Run gibt es seit 2009 in Österreich. 2016 fanden bereits 9 Wildsau Dirt Runs in 7 Bundesländern statt. In den darauffolgenden Jahren variierten ein paar wenige Locations. 2019 sind 6 österreichische Locations Teil des Wildsau Dirt Run Cups. 2022 fanden zum vorerst letztes Mal Läufe statt.

## Bewerbe
Es gibt drei verschiedene Classic-Laufwertungen. Unterschieden wird hierbei durch die gewählte Distanz des Laufs. Der Fun-Lauf besteht aus 5+ km, der Advanced-Lauf dauert 10+ km und der Extreme-Lauf beinhaltet 20+ km. Bei allen Distanzen werden die Einzelleistungen der Läufer gewertet. Erstmals 2017 gab es das Wildsau-Battle, in dem sich die Classic-Runner in einem weiteren Bewerb im direkten Duell gegeneinander messen können. Kinder konnten im Junior-Run ihre erste Wildsau-Erfahrung machen, ab 2019 dürfen die Kleinen mit den Erwachsenen je nach Alter mit Begleitperson oder schriftlicher Einwilligung mitlaufen.